# Corentin Cariou
Pour les articles homonymes, voir Cariou.
Pour la station de métro, voir Corentin Cariou (métro de Paris).
Corentin Cariou, né Corentin Marie Cariou le 13 décembre 1898 à Loctudy (Finistère, France) et mort fusillé le 7 mars 1942 dans la forêt d'Ourscamp-Carlepont, est un homme politique français, conseiller municipal communiste du 19e arrondissement de Paris. Il est fusillé comme otage par les Allemands sous l'Occupation. Une avenue et une station de métro (sur la ligne 7) portent son nom dans cet arrondissement.
Il ne doit pas être confondu avec son homonyme Corentin Marie Cariou (1922-1944), né comme lui à Loctudy, résistant mort en déportation au camp de Dora.

## Biographie
Corentin Marie Cariou naît le 13 décembre 1898, à Loctudy, de Pierre Cariou, marin-pêcheur, et de Corentine Struillou, journalière. Il est le benjamin d’une famille de onze enfants. Son frère aîné périt en mer. À douze ans et demi, Corentin embarque comme mousse. Il reste marin-pêcheur jusqu’à ses dix-huit ans. En 1917, mobilisé, il est matelot sur la Jeanne d’Arc, puis sur le torpilleur Sakalave et sur le cuirassé Courbet. Il est démobilisé en 1920, et redevient marin-pêcheur.
À la mort de ses parents, en 1923, parlant « assez mal » le français, n’ayant jamais « rien lu », il part travailler à Paris. Par l’intermédiaire de son frère Jean, il entre à la Compagnie du gaz du Paris. Il travaille comme aide de forge à l’usine de goudron (aujourd’hui démolie) de la Villette. Titularisé en 1925, il devient aide ajusteur.

### Le militant syndical
De 1921 à 1934, le paysage syndical est marqué par l'opposition entre « unitaires » de la CGTU et « confédérés » de la CGT.
En 1923, Corentin Cariou adhère à la CGTU, et peut-être à la SFIC (Section Française de l'Internationale Communiste — ancien nom du Parti communiste français). En 1924, il participe à la constitution de la cellule n° 193 du Gaz de la Villette (1er rayon). En 1926, il est élu secrétaire et trésorier de la Caisse de solidarité des gaziers unitaires de la Villette. En 1927, 1928 et 1929, il est élu à la commission exécutive de l’Union des syndicats unitaires de la région parisienne. À partir de septembre 1929, il siège à la commission des conflits de la Fédération nationale CGTU des Services publics et de l’Éclairage.
En 1928 et 1929, il est secrétaire du 1er rayon communiste de la région parisienne. C’est à cette époque qu’il entre en conflit avec son frère, sur les plans politique et syndical.
Corentin et Jean Cariou sont tous deux à la CGTU Gaz de Paris, mais dans des tendances différentes :
- Corentin appartient au courant « unitaire », proche de la SFIC-Parti communiste. Majoritaire dans la CGTU sur le plan national, ce courant est minoritaire à la CGTU Gaz de Paris ;
- Jean est un syndicaliste révolutionnaire (proche de Pierre Monatte et de la revue syndicaliste La Révolution prolétarienne). Ce courant est majoritaire à la CGTU Gaz de Paris, dont Jean Cariou est le secrétaire général[5].

Mais, lors des élections du 20 mai 1930, les unitaires l’emportent, et Corentin prend la place de son frère.
En février 1931, Corentin Cariou crée la première école syndicale.
En 1932, il est élu secrétaire du comité intersyndical CGTU des services publics de la région parisienne.
Lors du VIIe congrès national de la SFIC-Parti communiste, en 1932, Corentin Cariou entre au Comité central, qu’il quittera lors du congrès suivant, en 1936.
En 1935, pour une affaire d’affiche jugée diffamatoire, il est révoqué du Gaz de Paris, de même que tout le bureau du syndicat. La mesure fait grand bruit et, après deux mois d’une vaste campagne d’opinion, les sept hommes sont réintégrés.
En 1937 et 1938, Corentin Cariou est membre de la Fédération des Bretons émancipés, animée par Marcel Cachin, qui milite pour la défense de la culture bretonne.
En 1938, élu représentant du quartier du Pont-de-Flandre (19e arrondissement), Corentin Cariou entre au conseil municipal de Paris.

### Répressions Daladier et Sérol
Le 23 août 1939, est signé le Pacte germano-soviétique, ce qui provoque bien des déchirements et bien des remous parmi les communistes français, après leur engagement contre le fascisme espagnol. Le 3 septembre, la France déclare la guerre à l’Allemagne. Par le décret-loi Daladier du 26 septembre, le PC-SFIC est interdit. Toute activité communiste est illégale. Corentin Cariou n’est pas mobilisé, mais mis à la disposition de la police. Il doit attendre un ordre individuel de mobilisation.
Le 8 octobre, ont lieu les premières arrestations de députés communistes. Le 18 novembre, un nouveau décret-loi Daladier prévoit l’internement administratif de « tous individus dangereux pour la défense nationale ou la sécurité publique ».
Le 23 décembre, Corentin Cariou est à la fois mobilisé et interné administrativement au camp de Baillet-en-France.  En janvier, il est transféré à la Ferme Saint-Benoît, en Seine-et-Oise, dans la première compagnie spéciale. C’est là que, le 21 janvier 1940, il apprend qu’il est déchu de son mandat municipal par le conseil de la préfecture. En mars, il est transféré dans le camp d’internement de Bourg-Lastic.
Le décret Sérol du 9 avril 1940 prévoit la peine de mort pour propagande communiste.
Au printemps 1940, a lieu l’offensive allemande en France. Durant la débâcle de juin, Corentin Cariou s’évade. Le 22 juin 1940, le gouvernement français signe l’armistice avec l’Allemagne.
Durant tout l’été 1940, le PC-SFIC mène une politique de légalisation du parti. Il incite les communistes à sortir de la clandestinité, ce qui aura pour conséquence dramatique de faciliter l’arrestation de milliers de militants, lors des rafles d’octobre et de novembre. Corentin Cariou se rend donc à Lyon pour se faire démobiliser. Puis il va chercher en Bretagne sa femme, Marianne, et leur fille, Andrée, neuf ans. Tous trois regagnent Paris. Le PC-SFIC clandestin confie à Corentin des responsabilités dans le 19e arrondissement.

### Répression de Vichy
Le régime de Vichy n’a pas libéré les militants victimes de la répression Daladier. Avec la loi du 3 septembre 1940, il va pouvoir se lancer à son tour dans la chasse aux communistes.
Le 4 octobre 1940, Corentin Cariou s’aperçoit qu’il est surveillé. Il se dispose à partir se cacher. Mais, le lendemain, la police l’arrête à son domicile, 82, rue Compans. Il est interné au sanatorium d’Aincourt. En avril 1941, pour avoir participé à un « mouvement d’indiscipline », il est incarcéré à la maison centrale de Poissy.  En mai, il est transféré au camp de Châteaubriant, où il est placé dans la baraque des isolés.

### Répression allemande
Le 26 avril 1941, le Komintern infléchit sa ligne. Il ordonne au PC-SFIC de lutter contre les Allemands. Le 15 mai, le PC-SFIC fonde le Front national de lutte pour l’indépendance de la France. Le 22 juin, l’Allemagne envahit l’URSS, ce qui rompt de fait le pacte germano-soviétique. Les communistes français entrent massivement dans la résistance armée. Les Allemands leur mènent une traque acharnée. Les 10 000 à 20 000 militants détenus dans les camps de l’État français servent à présent d’otages.
Au camp de Châteaubriant, Corentin Cariou vit, le 22 octobre, l’exécution des otages. En février 1942, il est transféré au camp de Royallieu, à Compiègne.
Le 1er mars, un attentat est dirigé contre une sentinelle allemande, rue de Tanger, dans le 19e arrondissement de Paris. Les nazis décident de fusiller vingt « communistes et juifs ». Corentin Cariou est exécuté le 7 mars 1942, à midi, en même temps que Pierre Rigaud et Léopold Réchossière (syndicaliste de la TCRP), a la butte aux zouaves, Moulin-sous-Touvent, là même où Louis Thorez aurait été fusillé le 21 février. Cariou est inhumé au cimetière de Cuts, commune voisine.

## Souvenir

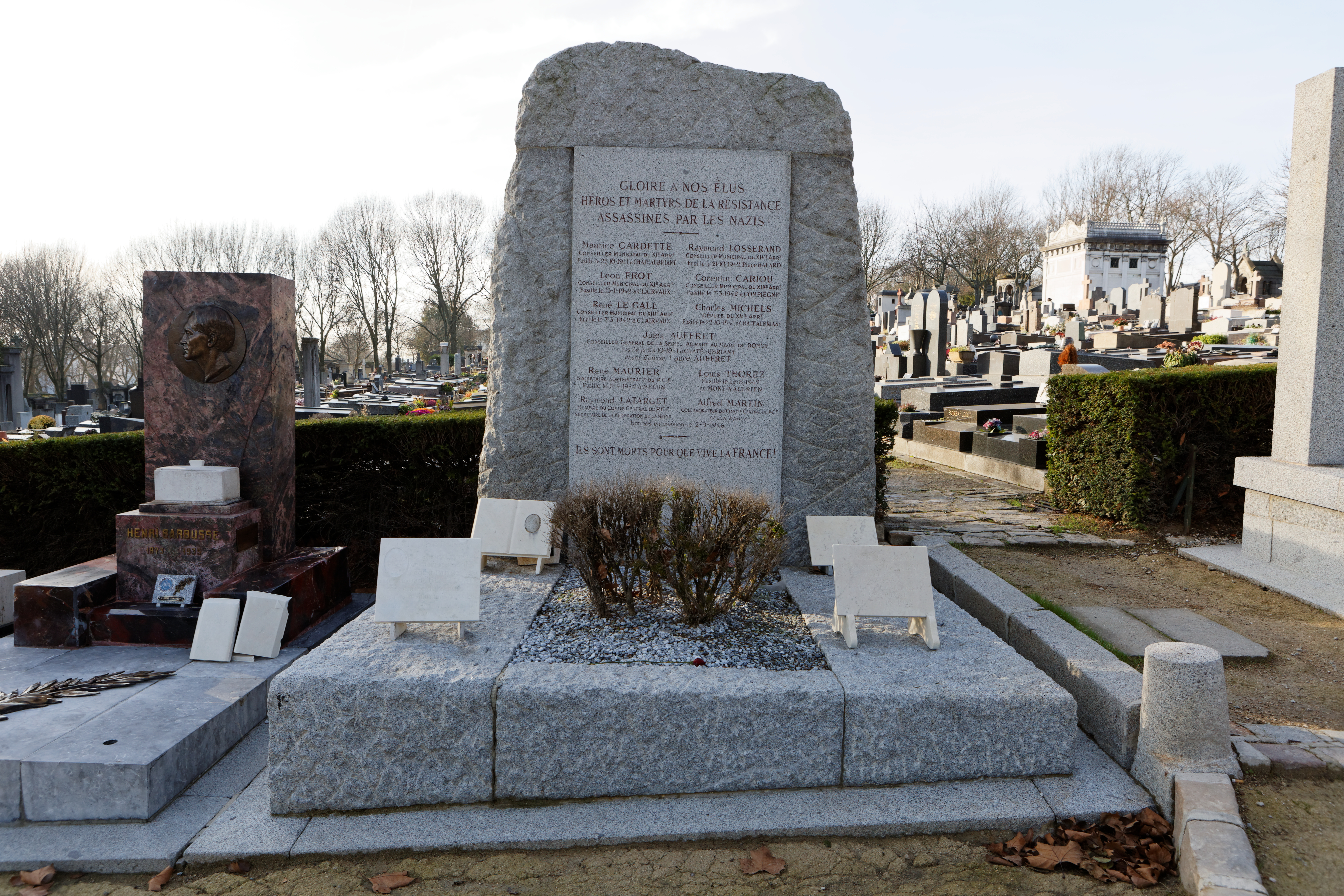
Tombe au cimetière du Père-Lachaise.

Depuis le 1er novembre 1945, il repose, près du Mur des Fédérés, au cimetière du Père-Lachaise, à Paris, avec six autres élus victimes du nazisme : Jules Auffret, Léon Frot, Maurice Gardette, René Le Gall, Raymond Losserand et Charles Michels.
Le 20 octobre 1946, la ville de Paris honore sa mémoire dans le 19e arrondissement qui fut sa circonscription. L’avenue du Pont-de-Flandre et la station de métro du même nom s’appellent désormais Corentin-Cariou. L’avenue Corentin-Cariou borde la partie nord-est du quartier de la Villette, proche du site de l’ancienne usine des goudrons où il a travaillé.
À l’endroit de l’exécution, à environ 20 km au nord-est de Compiègne, une stèle est dressée. Une autre se trouve dans l'ancienne usine Gaz de France de Gennevilliers, 178 avenue Marcel-Paul (ancienne avenue du Pont-d'Épinay).

## Sources
- Paul Rolland, « Devoir de mémoire : Corentin Cariou », L’Estran, n° 25, bulletin municipal de Loctudy, octobre 2002.
- Michel Dreyfus, Gaziers-électriciens : Dictionnaire biographique du mouvement ouvrier français, Éditions de l'Atelier, coll. « Jean Maitron », 1995.
- René Gaudy, "Les porteurs d'énergie", tome 1, Ed. Le temps des cerises, 2006, avec les dernières lettres de Corentin Cariou à sa femme (p. 171)